# Blåstjärtad biätare
Blåstjärtad biätare (Merops philippinus) är en syd- och sydostasiatisk fågel i familjen biätare inom ordningen praktfåglar.

## Utseende och läten
Blåstjärtad biätare är en 28–30 cm lång huvudsakligen grön fågel med förlängda stjärtpennor, med upp till sju cm eller mer. Ovansidan är grön med blå övergump och stjärt. På huvudet syns en kastanjefärgad strupe och ett brett svart ögonstreck med blått stråk ovan och under. Jämfört med liknande grön biätare sträcker sig det bruna på strupen till örontäckarna och det blå stråket under det svarta ögonstrecket är mindre utbrett. Vanligaste lätet är ett rullande och rätt tvåstavit "pr-reee... pr-reee...".

## Utbredning
Fågeln förekommer från norra Pakistan, centrala och norra Indien, Nepal och sydöstra Sri Lanka österut till Myanmar, sydöstra Kina (Yunnan till Guangdong och Hainan) och Filippinerna samt söderut till Sulawesi och Flores i Små Sundaöarna. Den påträffas även på östra Nya Guinea samt ön Niu Briten. Vintertid ses den också i södra Indien, hela Sri Lanka, Västmalaysia och Stora Sundaöarna. Tillfälligt har den påträffats i Japan.

## Systematik
Länge behandlades grön biätare (Merops persicus), olivgrön biätare (M. superciliosus) och blåstjärtad biätare som en och samma art, men idag behandlas de som tre arter. Den häckar sympatriskt med grön biätare i norra Pakistan och Indien. Fågeln behandlas som monotypisk, det vill säga att den inte delas in i några underarter.

## Levnadssätt
Blåstjärtad biätare påträffas i öppna landskap som jordbruksbygd, sanddyner, utmed stora floder och mangroveträsk upp till 1525 meters höjd. Födan består av bin, bålgetingar och en rad andra flygande insekter. Den är en sällskaplig fågel som ofta ses i stora flockar, framför allt under flyttningen då den även kan ses över skogsområden. Fågeln häckar mellan februari och maj, liksom andra biätare i kolonier i tunnlar som den gräver ut i sandbankar. Den lägger fem till sju vita ägg.

## Status och hot
Arten har ett stort utbredningsområde och en stor population med stabil utveckling och tros inte vara utsatt för något substantiellt hot. Utifrån dessa kriterier kategoriserar internationella naturvårdsunionen IUCN arten som livskraftig (LC). Världspopulationen har inte uppskattats men den beskrivs som ovanlig till lokalt vanlig.